# Federispitz
Der Federispitz ist der Hausberg der Gemeinde Schänis im schweizerischen Kanton St. Gallen. Er liegt auf dem Gemeindegebiet von Schänis im Speer-Mattstockgebiet.
Der Vordere Federispitz liegt oberhalb des Schänner Berg auf 1699 m.
Von dort aus erstreckt sich der Federigrat an der Alp Obernäten vorbei nach Nordosten. Die höchste Erhebung des Grates ist der Federispitz auf 1865 m ü. M.
Der felsige Nordhang fällt steil ab.
Die Westseite des Federispitzes wird als Schänner Berg bezeichnet. Die westliche Exposition des Berges führt bei Westwind zu starker Windentwicklung; dieser Wind wird umgangssprachlich als Federi Brüeli (etwa Gebrüll des Federispitzes) bezeichnet.
Nebengipfel und Ausläufer sind:
Schafberg (1789 m),
Chrüzchopf (1776 m),
Plättlispitz (1763 m),
Grappehorn (1740 m),
Chüemettler (1702 m),
Vorder Federispitz (1699 m),
Gleiterspitz (1531 m).